# Neue Pfarrkirche Pötzleinsdorf
Die Pötzleinsdorfer Pfarrkirche ist ein moderner Sakralbau in Pötzleinsdorf, einem Teil des 18. Wiener Gemeindebezirks Währing. Patron der römisch-katholischen Pfarrkirche ist Christus der König.

## Baugeschichte
Auf Grund des starken Zuzugs zu Beginn der 1960er Jahre wurde die Ägydiuskirche als bisherige Pfarrkirche zu klein. Die neue Kirche wurde nach Plänen des Architekten Karl Schwanzer in den Jahren 1960 bis 1963 errichtet. Die Grundsteinlegung erfolgte am 24. Juni 1961, die Weihe der Kirche am 8. Dezember 1963.

## Architektur

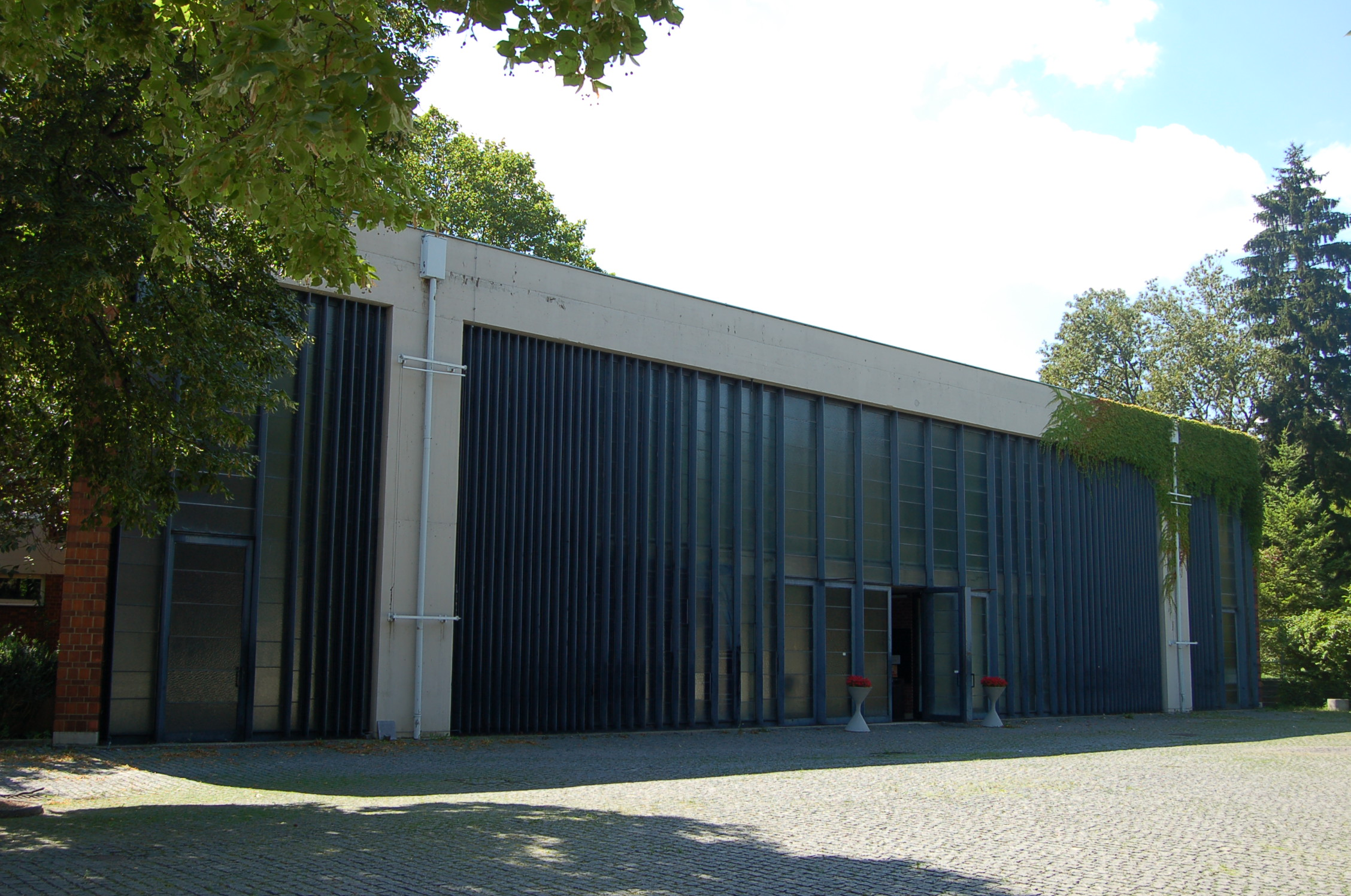
Front der Pötzleinsdorfer Pfarrkirche

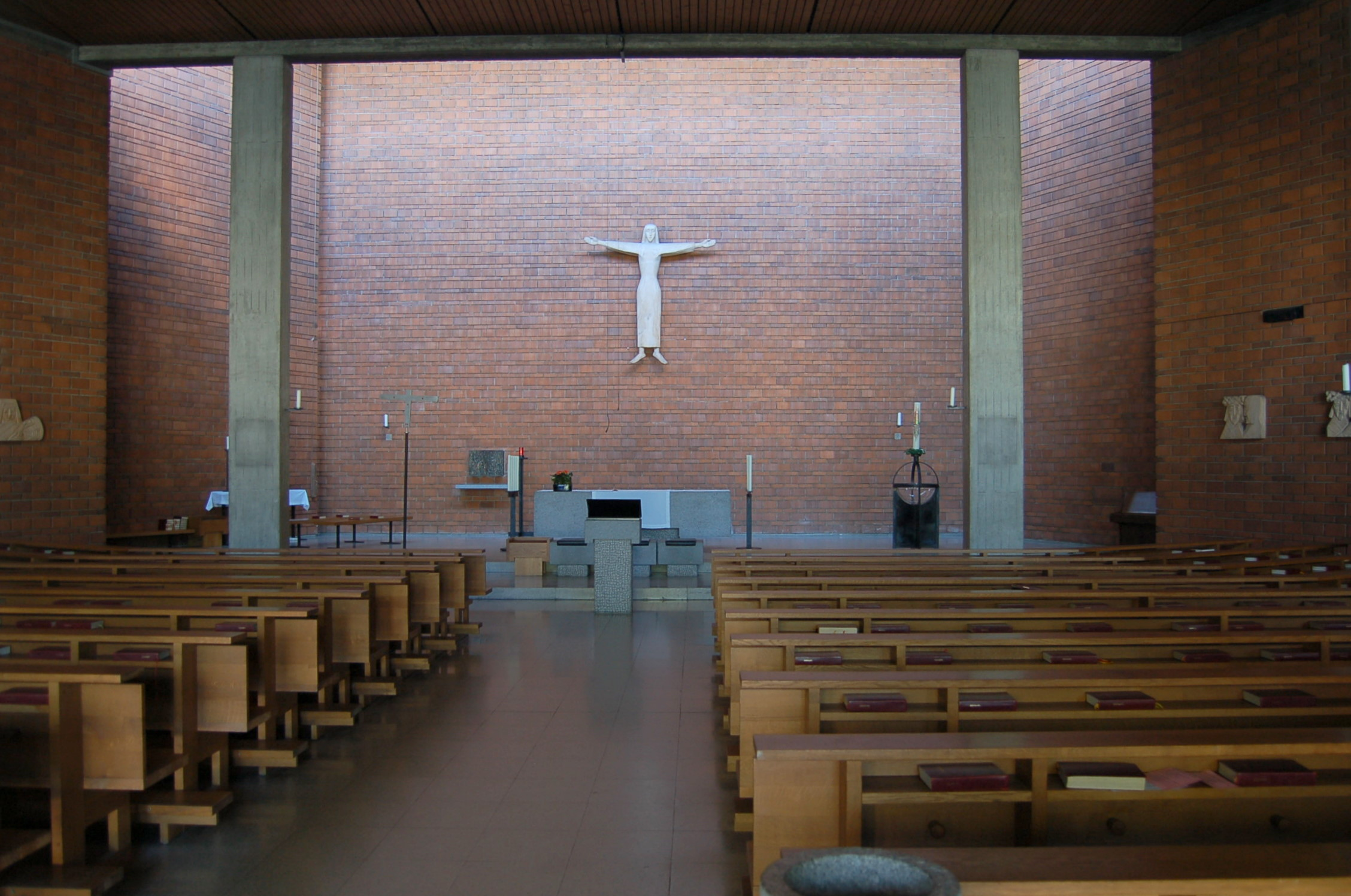
Innenraum

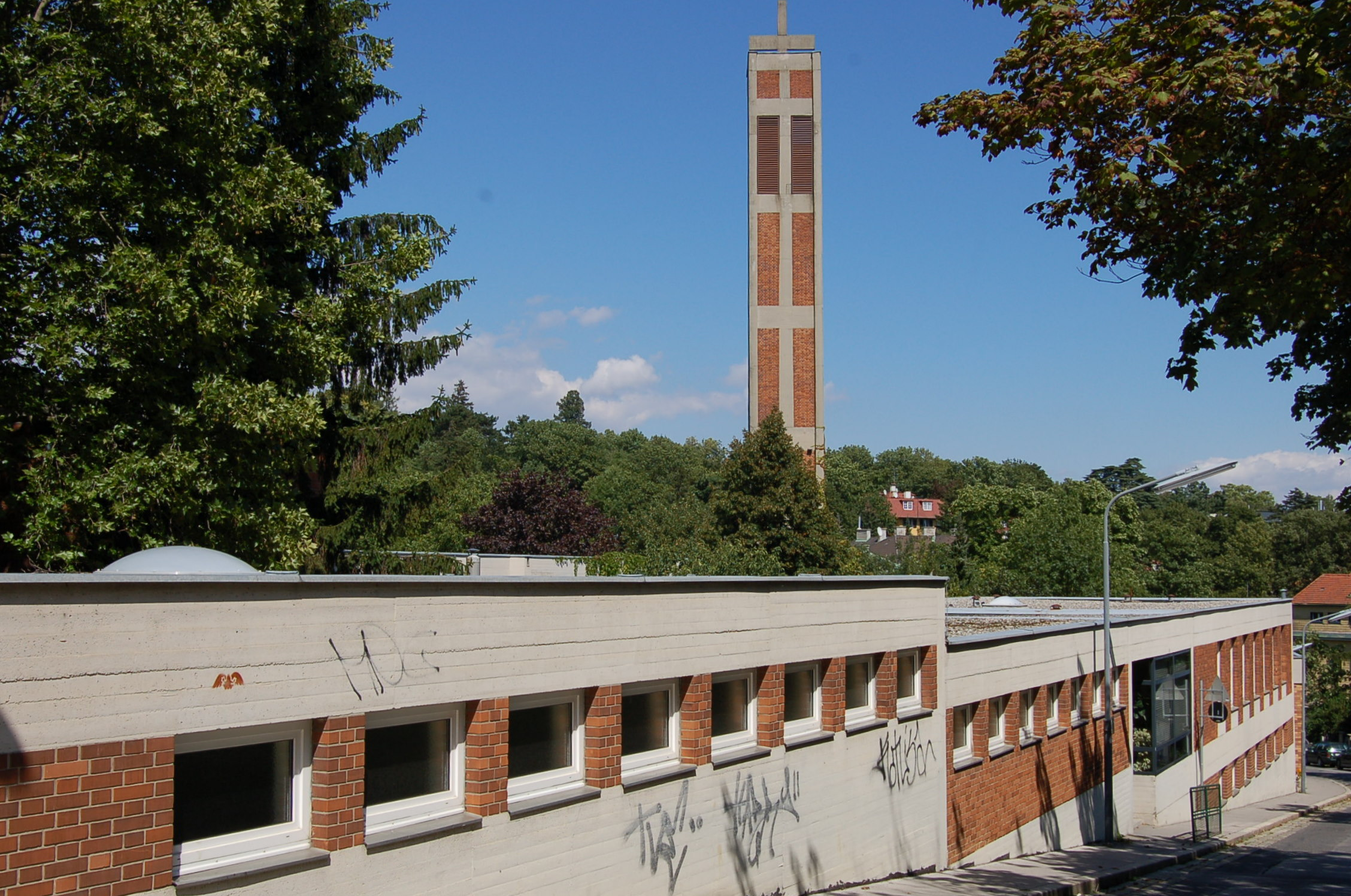
Pfarrhof mit Kirchturm

Kirche und angrenzender Pfarrhof sind auf einer Terrasse am nördlichen Abhang des Schafbergs errichtet. Nach Norden zu bricht das Gelände, abgegrenzt durch eine Stützmauer, zur Pötzleinsdorfer Straße ab, im Osten lehnt es sich an die Schafberggasse an. Im Süden und Westen ist das Areal vom Pötzleinsdorfer Schlosspark umgeben.
Die Terrasse bildet einen weitläufigen Vorplatz vor der hangseitig, das heißt am südlichen Rand gelegenen Kirche. Der Pfarrhof erstreckt sich entlang der Schafberggasse und ist mit dem Kirchengebäude durch einen Gang verbunden. An der Südostecke des Geländes steht der Kirchturm; er ist vom übrigen Gebäudekomplex durch die Auffahrt zum Vorplatz getrennt.
Das markante gestalterische Element der durchwegs mit Flachdächern ausgestatteten Gebäude sind die Fassaden, die unverputzt in Sichtbeton und Klinkermauerwerk ausgeführt sind.

### Kirche
Der Kirchenraum ist als hohe Halle mit trapezförmigem Grundriss angelegt, die an der breiten Grundlinie durch ein zentrales Portal sowie zwei Seiteneingänge an den Ecken zu betreten ist und sich zum Altarraum hin verjüngt. Über dem Altarraum ist das Dach erhöht und mit hoch liegenden Fenstern versehen, durch die der Altarraum indirekt beleuchtet wird. Ansonsten empfängt der Raum natürliches Licht nur durch die zum Vorplatz hin gelegene Rückwand, die zur Gänze von hohen, durch senkrechte Lamellen aus schwarzem Eisen gegliederte Fenster eingenommen wird. 
Über die ganze Breite der Rückwand erstreckt sich eine Empore, auf der die Orgel errichtet ist. Unterhalb der Empore sind Beichtstühle, eine Kapelle sowie – anschließend an das zentrale Portal und vom Kirchenraum durch eine weitere Glastüre getrennt – eine Eingangshalle angeordnet.
Auch das betont schlicht gehaltene Innere der Kirche ist dominiert von unverputztem Klinkermauerwerk sowie Pfeilern aus Sichtbeton.

### Ausstattung
In dem um eine Stufe gegenüber dem Kirchenraum erhöhten Altarraum dominiert der Altar, der aus einem Granitblock angefertigt wurde und schon der neuen Liturgie nach dem 2. Vatikanischen Konzil entsprach. Dahinter war ein tragbares einfaches Kreuz aus Metall an einem hohen schwarzmetallenen Stiel aufgestellt.
Die Einrichtung ist aus naturbelassenem Eichenholz gefertigt.
Nach den Plänen Karl Schwanzers war kein weiterer Schmuck vorgesehen, sondern der Raum hätte gerade durch seine Schlichtheit wirken sollen. Den Gläubigen erschien dies aber zu karg, sodass der Raum vor allem durch Werke des Pötzleinsdorfer Bildhauers Franz Barwig jun. ausgeschmückt wurde:
- eine geschnitzte überlebensgroße Christusstatue an der Rückwand des Altarraums (1977)
- geschnitzte Kreuzwegstationen an den Seitenwänden (1978)
- eine Pietà in Form eines Halbreliefs aus Bronze, das im Bereich des linken Seiteneingangs aufgestellt ist.

Seit einer Umgestaltung 1991 ist vor dem Altar der Ambo aufgestellt; das bereits beschriebene Kreuz wanderte an die linke Seite des Altars (aus Sicht der Gemeinde).

### Orgel

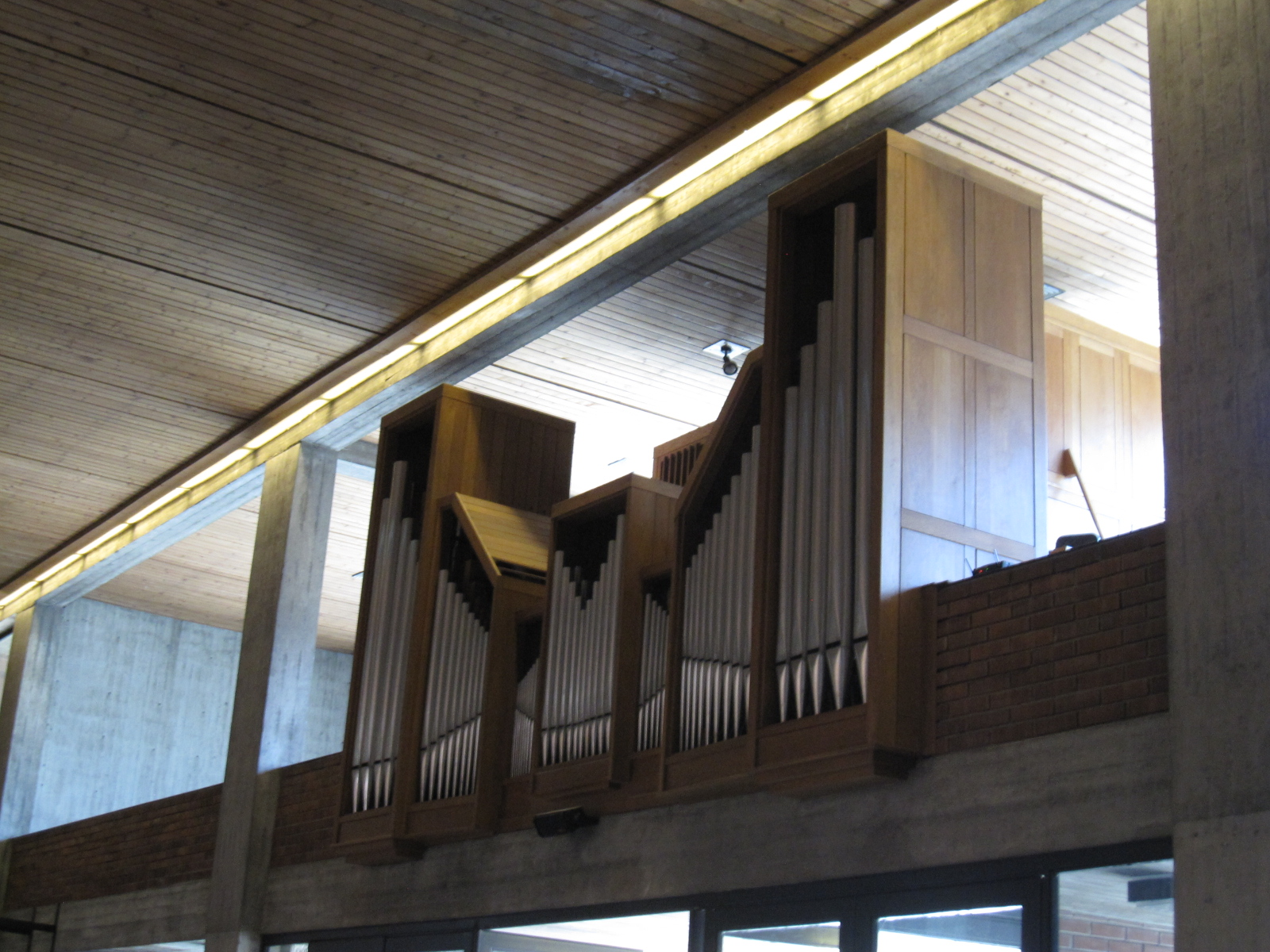
Arnulf Klebel-Orgel 1973

Die auf der Empore aufgestellte Orgel stammt vom Wiener Orgelbauer Arnulf Klebel und wurde 1973 fertiggestellt. Das große dreimanualige mechanische Instrument verfügt über 32 Register und ist in neobarocker Disposition ausgeführt, was die Aufführung von Werken vor allem dieser Epoche begünstigt. Das aus Eichenholz angefertigte Gehäuse ist schlicht gehalten und korrespondiert mit der übrigen Einrichtung.

### Kapelle
Das Fenster der unterhalb der Empore gelegenen Kapelle wurde von Arnulf Rainer in blauen Farbtönen gestaltet. Davor hat eine Marienstatue ihren Platz gefunden, die früher in den Pötzleinsdorfer Weingärten stand.